# 수스

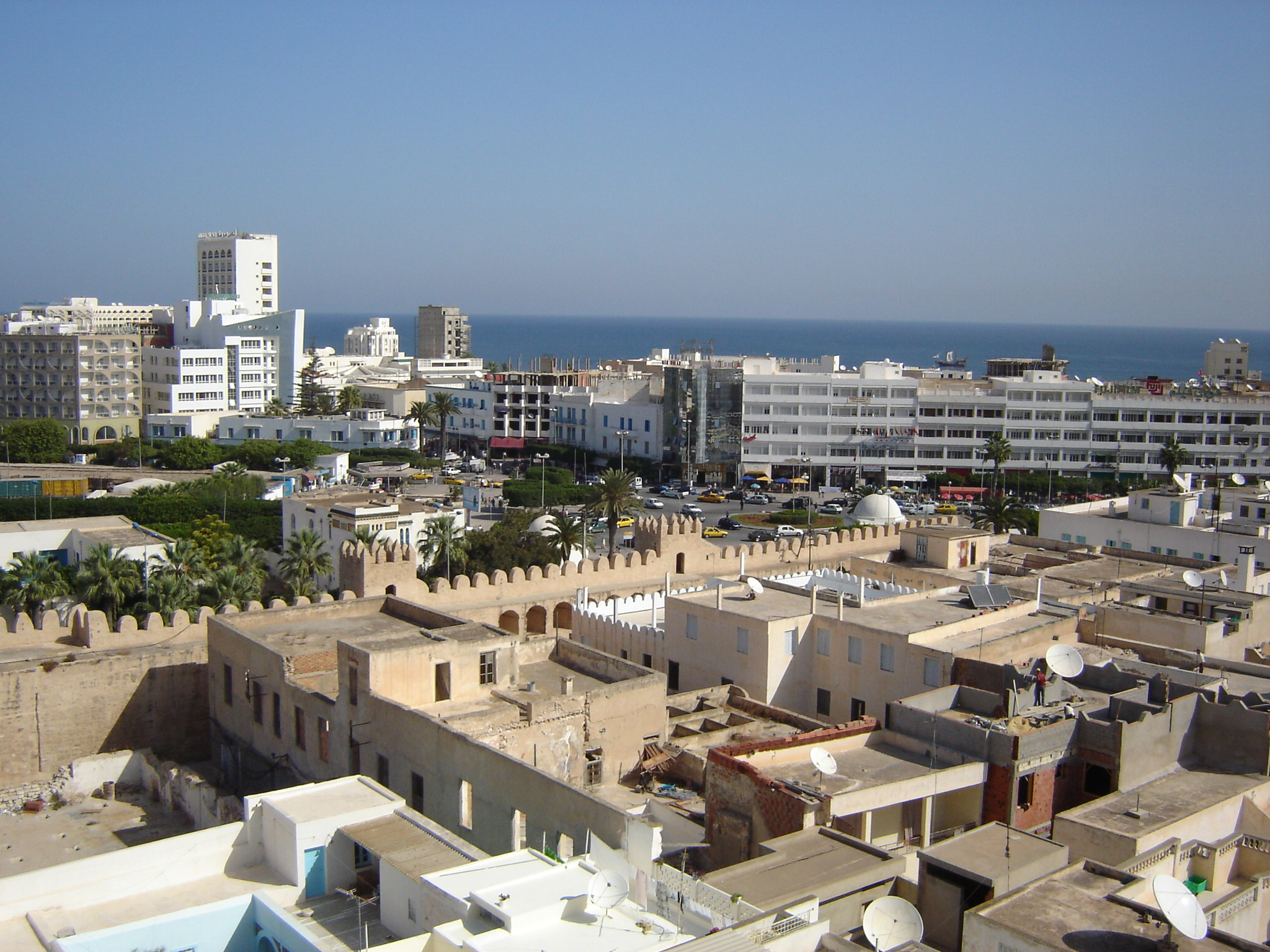
수스

수스(영어: Sousse, 아랍어: سوسة)는 튀니지 수스 주의 주도이다. 인구는 271,428명(2014년)으로 튀니스, 스팍스에 이어 튀니지에서 3번째로 가장 크다.
2024년 인구는 530000 명 정도로 추정된다.
수스 +모나스티르 주 전체 인구는 210만 가량으로 들려진다. 튀니지 전체 인구 1256 만명의 6분의 1을 차지할 정도로 많다.
인스타그램에서 절세미인 수스 모나스티르 미인들이 많은데 그 중 하나 수스가 바로 이 유명한 도시다.
100명중에 97명이  미인이나 절세미인일 정도로 미인들의 도시로 유명하다.
또 물이 매우 맑아서 수영해도 물속에서 앞을 정확히 볼 수 있다
위 설명처럼 아름다운 사람들이 매우 많고 사람들이 대부분 친절하고 또 안전한 도시이며 낙원같이 아름답고 바다와 해변과 많은 편의 시설이 있다.
튀니지에도 하리사 라는 맛좋은 양념이 유명한데 세계적으로 인기이고 튀니지에도 김치와 비슷한 음식이 있고 배추 오이고추  둥근모양른 고급형에그플랜트 고품질오렌지 등도 많이 생산하고  수스의 음식으로는 케밥과 80%이상 비슷한 믈라위가 가장 인기있다.
참고로 튀르키예 모로코 튀니지는 세계 관관인기국으로 20위 안에 들어가는 것으로 잘 알려져 있다
올리브 농사와 관광업이 주요 경제 요소다. 특히 올리브밭의 면적은 2,500제곱킬로미터다.

## 인구
| 연도 | 인구    | ±%     |
| ---- | ------- | ------ |
| 1993 | 421,800 | —      |
| 2006 | 568,200 | +34.7% |
| 2007 | 579,000 | +1.9%  |
| 2008 | 590,100 | +1.9%  |
| 2009 | 608,600 | +3.1%  |
| 2010 | 621,758 | +2.2%  |
| 2011 | 635,122 | +2.1%  |
| 2012 | 648,695 | +2.1%  |
| 2013 | 662,481 | +2.1%  |
| 2014 | 677,500 | +2.3%  |
| 2015 | 690,700 | +1.9%  |
| 2016 | 703,600 | +1.9%  |
| 2017 | 716,600 | +1.8%  |
| 2019 | 737,027 | +2.9%  |

## 기후
| Sousse의 기후                                                        | Sousse의 기후 | Sousse의 기후 | Sousse의 기후 | Sousse의 기후 | Sousse의 기후 | Sousse의 기후 | Sousse의 기후 | Sousse의 기후 | Sousse의 기후 | Sousse의 기후 | Sousse의 기후 | Sousse의 기후 | Sousse의 기후 |
| 월                                                                   | 1월           | 2월           | 3월           | 4월           | 5월           | 6월           | 7월           | 8월           | 9월           | 10월          | 11월          | 12월          | 연간          |
| -------------------------------------------------------------------- | ------------- | ------------- | ------------- | ------------- | ------------- | ------------- | ------------- | ------------- | ------------- | ------------- | ------------- | ------------- | ------------- |
| 역대 최고 기온 °C (°F)                                               | 27 (81)       | 30 (86)       | 37 (99)       | 36 (97)       | 43 (109)      | 47 (117)      | 47 (117)      | 48 (118)      | 42 (108)      | 40 (104)      | 31 (88)       | 30 (86)       | 48 (118)      |
| 일평균 최고 기온 °C (°F)                                             | 15.8 (60.4)   | 16.3 (61.3)   | 17.8 (64.0)   | 20.2 (68.4)   | 23.4 (74.1)   | 27.1 (80.8)   | 30.7 (87.3)   | 31.5 (88.7)   | 30.2 (86.4)   | 25.6 (78.1)   | 20.8 (69.4)   | 16.7 (62.1)   | 23.0 (73.4)   |
| 일일 평균 기온 °C (°F)                                               | 11.4 (52.5)   | 11.7 (53.1)   | 13.3 (55.9)   | 15.6 (60.1)   | 18.7 (65.7)   | 22.4 (72.3)   | 25.6 (78.1)   | 26.2 (79.2)   | 25.0 (77.0)   | 20.9 (69.6)   | 16.1 (61.0)   | 12.4 (54.3)   | 18.3 (64.9)   |
| 일평균 최저 기온 °C (°F)                                             | 7.2 (45.0)    | 7.4 (45.3)    | 8.9 (48.0)    | 11.0 (51.8)   | 14.1 (57.4)   | 17.8 (64.0)   | 20.6 (69.1)   | 20.9 (69.6)   | 19.9 (67.8)   | 16.3 (61.3)   | 11.5 (52.7)   | 8.1 (46.6)    | 13.6 (56.6)   |
| 역대 최저 기온 °C (°F)                                               | 4.8 (40.6)    | 5 (41)        | 5.5 (41.9)    | 5.5 (41.9)    | 9 (48)        | 13 (55)       | 14 (57)       | 16 (61)       | 15 (59)       | 7 (45)        | 5.5 (41.9)    | 4.5 (40.1)    | 4.5 (40.1)    |
| 평균 강수량 mm (인치)                                                | 43 (1.7)      | 48 (1.9)      | 35 (1.4)      | 28 (1.1)      | 15 (0.6)      | 9 (0.4)       | 2 (0.1)       | 7 (0.3)       | 35 (1.4)      | 44 (1.7)      | 35 (1.4)      | 53 (2.1)      | 354 (14.1)    |
| 평균 강우일수                                                        | 7             | 6             | 7             | 6             | 5             | 2             | 1             | 2             | 4             | 6             | 6             | 7             | 59            |
| 평균 일일 일조시간                                                   | 6             | 7             | 7             | 8             | 10            | 11            | 12            | 11            | 9             | 7             | 7             | 6             | 8             |
| 출처 1: Climate-Data.org, Weather2Travel for rainy days and sunshine |               |               |               |               |               |               |               |               |               |               |               |               |               |
| 출처 2: Voodoo Skies for record temperatures                         |               |               |               |               |               |               |               |               |               |               |               |               |               |

## 자매 도시
- 튀르키예 이즈미르
- 알제리 콩스탕틴
- 슬로베니아 류블랴나
- 모로코 마라케시
- 캐나다 퀘벡 시
- 독일 브라운슈바이크
- 미국 마이애미
- 시리아 라타키아
- 러시아 상트페테르부르크
- 러시아 세르푸호프